# Микільське (Горшеченський район)
Микільське (рос. Никольское) — село в Горшеченському районі Курської області Російської Федерації.
Населення становить 256 осіб. Входить до складу муніципального утворення Микільська сільрада.

## Історія
Населений пункт розташований на території українського етнічного та культурного краю Східна Слобожанщина.
Від 2004 року входить до складу муніципального утворення Микільська сільрада.

## Населення
| 2002 | 2010 |
| ---- | ---- |
| 333  | ↘256 |